# Michał Spieszny
Michał Aleksander Spieszny (ur. 26 sierpnia 1964 w Tarnowie) – polski teoretyk sportu, doktor habilitowany nauk o kulturze fizycznej, profesor uczelni na Akademii Wychowania Fizycznego im. Bronisława Czecha w Krakowie i jej prorektor w kadencji 2020–2024.

## Życiorys
Absolwent I Liceum Ogólnokształcącego im. Kazimierza Brodzińskiego w Tarnowie (1983). W 1987 ukończył studia z zakresu wychowania fizycznego na Akademii Wychowania Fizycznego im. Bronisława Czecha w Krakowie. Doktoryzował się w 1997 na macierzystej uczelni na podstawie rozprawy: Strukturalne i funkcjonalne uwarunkowania procesu uczenia się techniki gry w piłce ręcznej, której promotorem był dr hab. Stanisław Żak. Stopień naukowy doktor habilitowanego uzyskał w 2012 na AWF w Krakowie w oparciu o pracę zatytułowaną: Analiza rozwoju cech somatycznych, motoryczności i umiejętności techniczno-taktycznych młodych sportowców uprawiających grę w piłkę ręczną.
W 1987 rozpoczął pracę na AWF w Krakowie; zajmował kolejno stanowiska: asystenta, adiunkta i profesora nadzwyczajnego (2013, po zmianach prawnych profesora uczelni). W latach 2006–2012 był kierownikiem Zakładu Teorii i Metodyki Piłki Ręcznej, zaś w latach 2012–2016 Zakładu Gier Sportowych i Rekreacyjnych. W latach 2016–2020 był dziekanem Wydziału Wychowania Fizycznego i Sportu. W 2020 został prorektorem AWF w Krakowie do spraw studenckich w kadencji 2020–2024. Pracował też w Małopolskiej Uczelni Państwowej im. rotmistrza Witolda Pileckiego w Oświęcimiu i WSBiP w Ostrowcu Świętokrzyskim.
Uzyskał uprawnienia trenera piłki ręcznej (trener klasy mistrzowskiej – 2009). Został wiceprezesem Małopolskiego Związku Piłki Ręcznej do spraw sportowych oraz członkiem zarządu Związku Piłki Ręcznej w Polsce do spraw współpracy z uczelniami oraz wydawnictw. W 2012 został prezesem AZS-AWF Kraków.
Specjalizuje się w grach zespołowych, teorii sportu i antropomotoryce. Opublikował ponad 100 prac naukowych.
W 2014 został odznaczony Srebrnym Krzyżem Zasługi.